# Аревало (Уругвай)
Аре́вало (исп. Arévalo) — населённый пункт в восточной части Уругвая, в департаменте Серро-Ларго.

## География
Расположен в западной части департамента, в 44 км к северу от города Санта-Клара-де-Олимар и в 130 км к юго-западу от административного центра департамента, города Мело. Абсолютная высота — 121 метр над уровнем моря.

## Население
Население по данным на 2011 год составляет 272 человека.
| Год  | Население |
| ---- | --------- |
| 1963 | 136       |
| 1975 | 107       |
| 1985 | 105       |
| 1996 | 58        |
| 2004 | 82        |
| 2011 | 272       |

Источник: Instituto Nacional de Estadística de Uruguay